# 노변동 사직단
노변동 사직단(盧邊洞 社稷壇)은 대구광역시 수성구 노변동에 있는 조선시대의 사직단이다. 2006년 4월 20일 대구광역시 기념물 제16호로 지정되었다.

## 개요
노변동 사직단은 문헌상으로 확인되었던 조선시대 사직단이 매우 양호한 상태로 발굴된 것으로 조선시대 사직단의 구조와 규모 등을 명확히 알 수 있는 자료이다.

## 같이 보기
- 사직단

## 참고 자료
- 노변동사직단 - 국가유산청 국가유산포털